# Chapmanslade
Chapmanslade – wieś w Anglii, w hrabstwie Wiltshire. Leży 37 km na północny zachód od miasta Salisbury i 151 km na zachód od Londynu. W 2001 miejscowość liczyła 651 mieszkańców.